# Sigordang
Sigordang is een bestuurslaag in het regentschap Padang Lawas Utara van de provincie Noord-Sumatra, Indonesië. Sigordang telt 120 inwoners (volkstelling 2010).